# Kesa
 (décembre 2020).

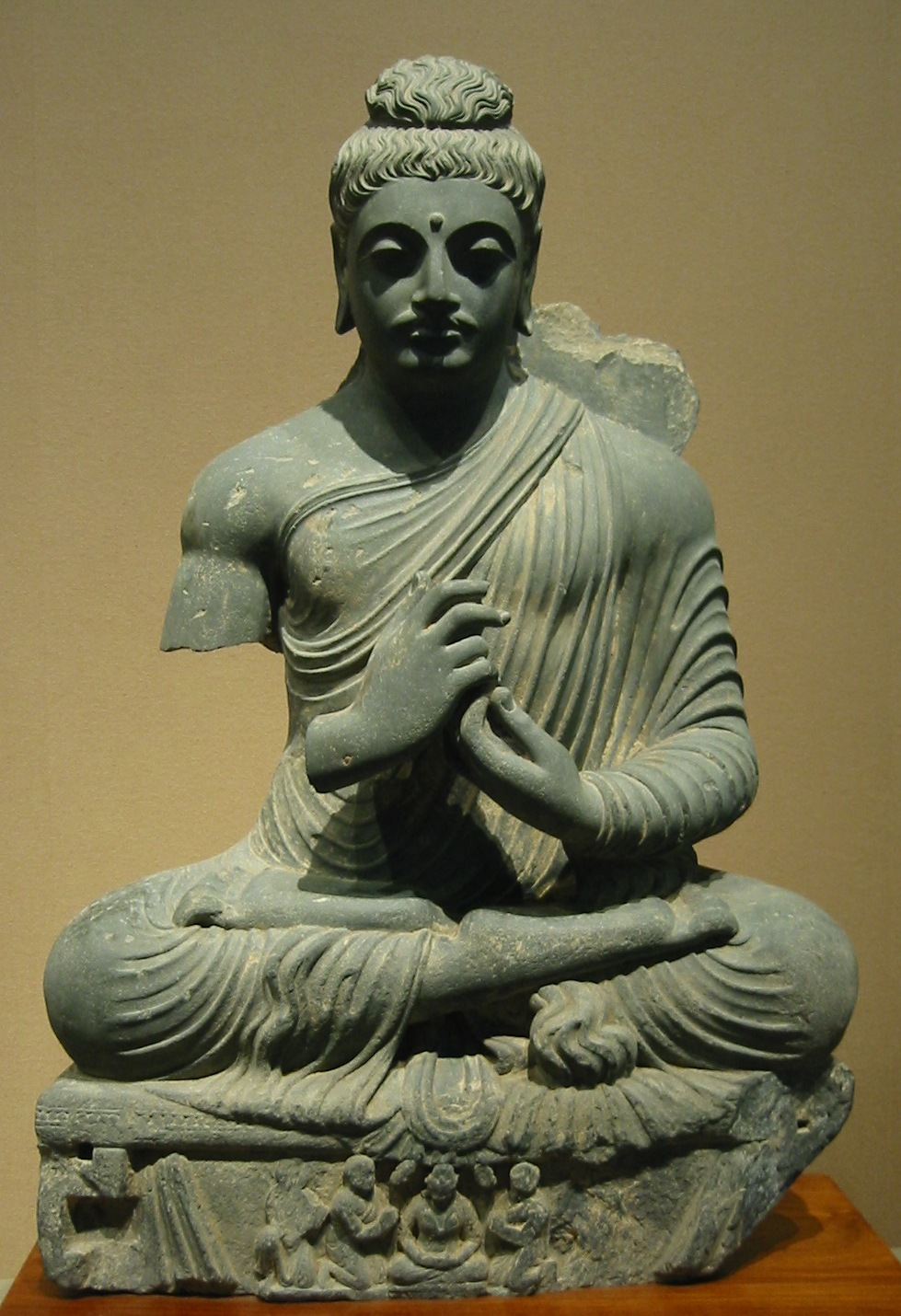
Bouddha, art gréco-bouddhique du Gandhara, vêtu, comme les statues grecques, du pallium philosophique semblable au kesa (statue du Ier siècle ou IIe siècle)

Le kesa (japonais 袈裟, provenant du chinois : 袈裟 ; pinyin : jiāshā ; cantonais Jyutping : gaa¹ saa¹, provenant lui même du sanskrit : काषाय ; IAST : kāṣāya (« teinté» (littéralement « couleur trouble ») ; pâli: kasāva ; coréen : 가사, gasa (hanja : 袈裟); vietnamien: cà-sa (袈裟); tibétain: ཆོས་གོས་ chougu], est la robe des moines et moniales bouddhistes. Il s’agit à l’origine d’une bande de tissu teinte en ocre, constituée de plusieurs pièces assemblées. Elle se drape autour du corps, passant sous le bras droit, un pan reposant sur l'épaule gauche. 
À la suite de l’expansion du bouddhisme hors de l’Inde, le vêtement a pris diverses formes et couleurs, pour des raisons pratiques ou symboliques. Plusieurs couleurs ont pu être utilisées, mais il y a un consensus autour du fait qu'au début la couleur préférée était kāṣāya, qui signifie littéralement impur (nous pourrions dire « [couleur] cassé[e] »), et qui en est venu à renvoyer à une couleur safran ou ocre d'un jaune rougeâtre ou brunâtre.

En sanscrit et en pâli, on donne aussi à ces robes le nom plus général de cīvara, terme qui recouvre la notion de « robes », quelle qu'en soit la couleur.

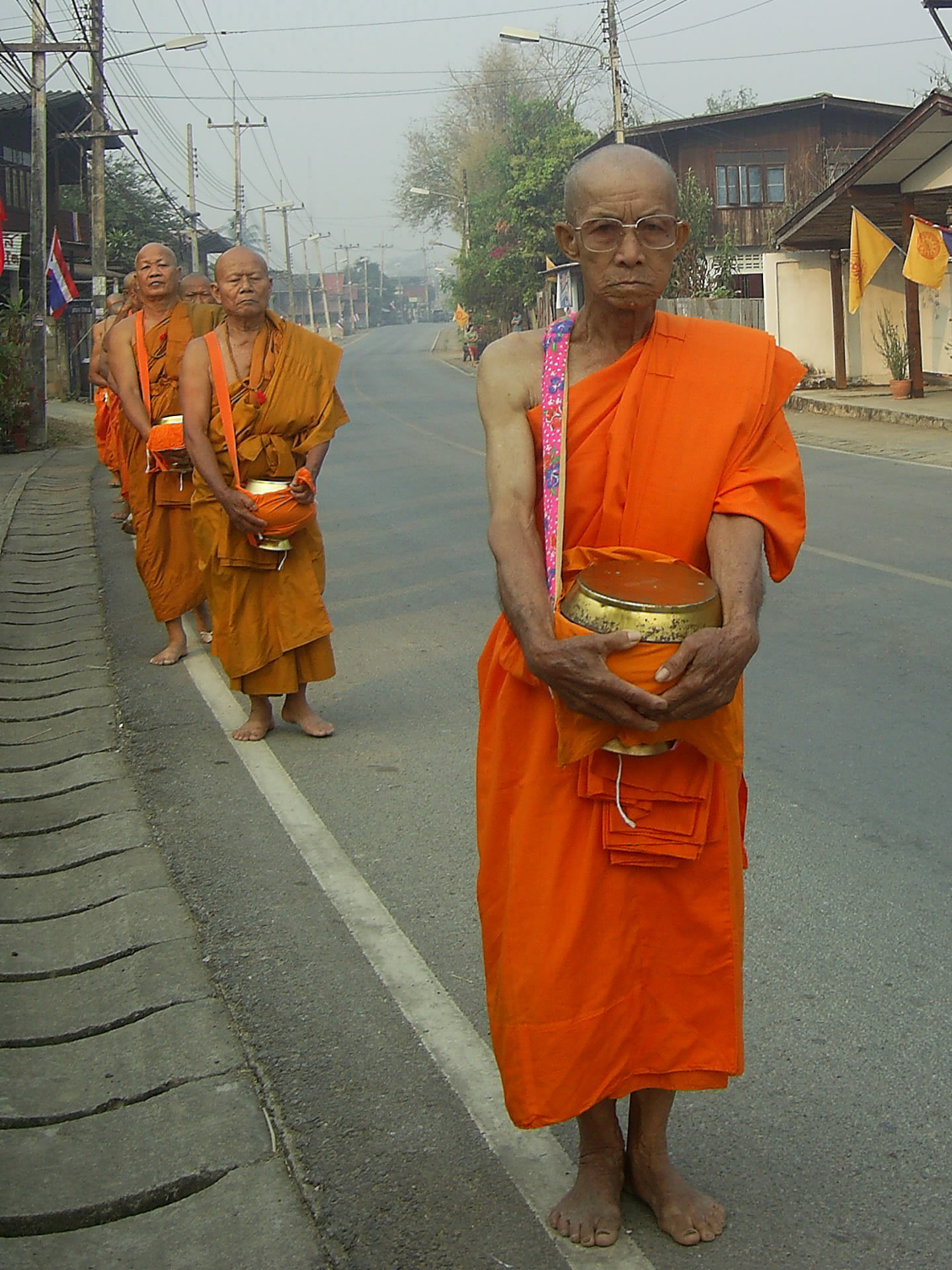
Moines thaïlandais portant le kesa lors d’une tournée de recueil d’aumônes

Comme la tradition veut que les premiers kesas aient été fabriqués à partir de haillons, ce vêtement est encore appelé « habit de chiffons » (japonais : funzo-e 糞掃衣 ; chinois : báinàyī 百衲衣), ou « habit de rizières » (japonais : fukuden 福田衣 ; chinois : xīfú 畦服), évocation du quadrillage constitué par l’assemblage des pièces de tissu.
Toutefois, le vêtement monastique de l'iconographie gréco-bouddhique peut avoir été influencé par le pallium ou vêtement philosophique.

## Origine et évolution

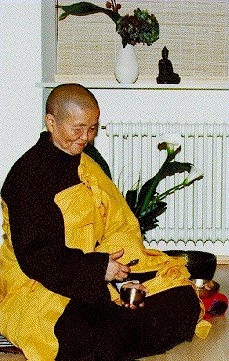
Maître Chân Không, moniale chan vietnamienne ; le manteau attaché sur l’épaule gauche rappelle le kesa originel

La tradition rapporte que le Bouddha Shakyamuni confectionna son premier kāṣāya [habit d’ascète] à partir de tissus au rebut, de toutes origines. Les textes rapportent que le roi Pasenadi de Kosala, protecteur des premiers bouddhistes, demanda à ceux-ci que leur robe soit distincte de celle des autres courants, à partir de quoi on la cousit selon le schéma d'une rizière. On cousait les bandes jusqu'à former trois pièces rectangulaires qui étaient ensuite drapées sur le corps dans un ordre déterminé.
Selon un code monastique de l’époque d’Ashoka (-304 ~ -232), parmi les possessions qu’un moine doit toujours avoir avec lui, on trouve trois habits : l'antarvāsa (chinois : antuohui 安陀会 ; japonais : anda-e), vêtement de base pouvant servir de tenue de nuit, l’uttarāsaṅga (chinois : yuduoluoseng 鬱多羅僧 ; japonais : uttarasō ou uddara-e), tenue de sortie ordinaire, et le pardessus, saṃghāti (chinois : sengjiali 僧伽梨 ; japonais : sogyari ou sonyari-e), habit de cérémonie ou de visite. Les codes monastiques précisent les caractéristiques des kesas, les règles concernant l'acceptation des offrandes de tissu, et nombre d'autres détails comme la distance séparant les habits pliés de la natte pendant la nuit... Ensemble, ces vêtements forment la « triple robe » (sanskrit: tricīvara). Ce tricīvara se trouve le mieux décrit dans le Vinaya du Theravāda (Vin 1:94 289).

### Antarvāsa
L'antarvāsa est la robe intérieure qui couvre le bas du corps. Elle sert de sous-vêtement et flotte sous les autres couches de vêtements. Elle couvre presque entièrement le torse. Dans les représentations du Bouddha, on voit souvent dépasser le bas de l'antarvāsa, qui apparaît ainsi comme un triangle grossier. Selon maître Dôgen, c'est le kesa à cinq bandes, aussi appelé rakusu (絡子)

### Uttarāsaṅga
C'est la robe qui couvre le haut du corps. Elle recouvre le sous-vêtement, ou antarvāsa. Dans les représentations du Bouddha, l'uttarāsaṅga apparaît rarement comme vêtement de dessus, car il est souvent recouvert par la robe de pardessus, ou saṃghāti.

### Saṃghāti
La saṃghāti est un pardessus porté dans diverses occasions. Elle recouvre la robe de dessus (uttarāsaṅga) et le sous-vêtement (antarvāsa). Dans les représentations du Bouddha, la saṃghāti est habituellement le vêtement le plus visible, l'uttarāsaṅga dépassant par en bas. Sa forme est très similaire à l'himation grec, et d'ailleurs, sa forme et ses plis ont été traités ainsi dans l'art gréco-bouddhique du Gandhāra.

### Additions
Les autres éléments qui peuvent être portés avec la triple robe sont une serviette nouée à la taille, le kushalaka, et un ceinturon à boucle, le samakaksika.

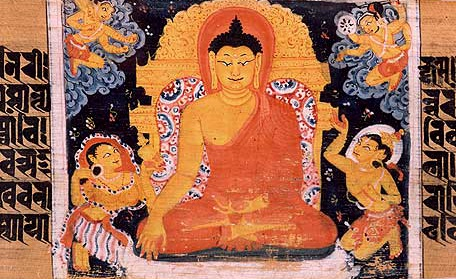
Illustration indienne du Bouddha portant des robes rouges. Manuscrit sanscrit. Nālandā, Bihar, Inde, époque Pāla.

Une autre tradition[Laquelle ?] prétend aussi que le premier kesa neuf fut tissé en une nuit par la mère adoptive du Bouddha, mais qu’il le refusa par humilité. En fait, les habits fabriqués à partir de tissu neuf apparurent sans doute assez tôt. Le canon pali rapporte que le Bouddha lui-même autorisa un groupe de moines trempés par une longue marche sous la pluie à renouveler leur garde-robe, instaurant la tradition du kathina. Les fidèles ou membres de la famille prirent très tôt l’habitude, qui se perpétue dans la fête de kathina pinkama, d’offrir du tissu aux moines pour leurs kesas. Néanmoins, la tradition du chiffon ne disparut jamais complètement : au Japon, pendant les ères Edo et de Meiji, des kesas étaient fabriqués à partir de vieux costumes du théâtre nō. De nos jours, certaines robes ou manteaux monastiques conservent la structure en plusieurs pièces, bien que celles-ci soient en tissu neuf.

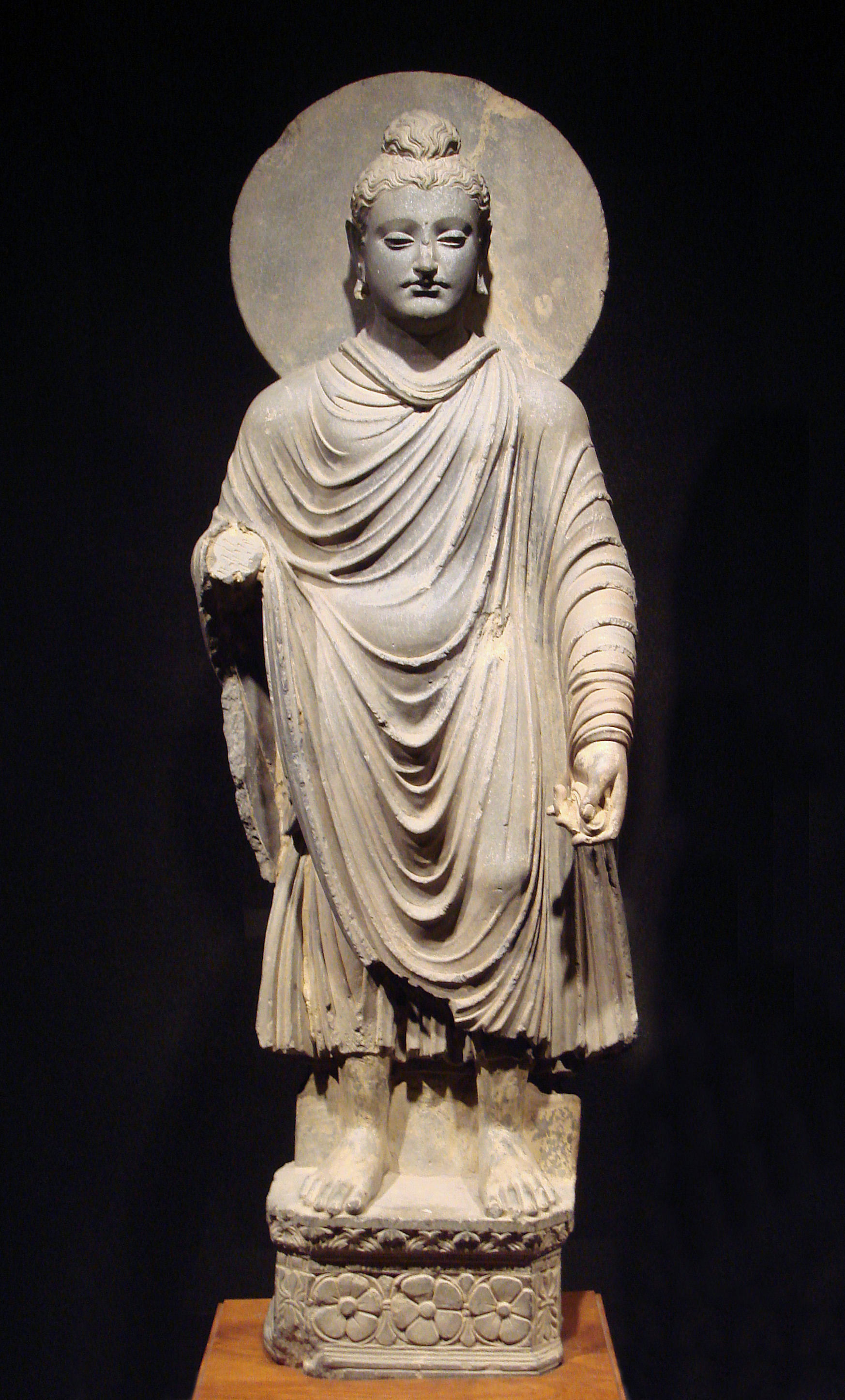
Représentation ancienne du Bouddha portant les robes kāṣāya, dans le style hellénistique.

## Le kāṣāya dans le bouddhisme indien
En Inde, les différentes écoles monastiques se distinguaient par des variations de la couleur du kāṣāya. Leurs robes allaient du rouge et de l'ocre, au bleu et au noir.
Entre 148 et 170 EC, le moine parthe An Shigao se rend en Chine où il traduit un ouvrage qui décrit la couleur des robes monastiques utilisées dans les cinq principales écoles indiennes du bouddhisme. L'ouvrage s'intitule en chinois Da Biqiu Sanqian Weiyi (大比丘三千威儀). Un autre texte traduit plus tardivement, le Śāriputraparipṛcchā, contient un passage très similaire corroborant cette information, à ceci près que les couleurs entre les écoles Sarvāstivāda et Dharmaguptaka sont inversées,.
| Nikāya        | Da Biqiu Sanqian Weiyi | Śāriputraparipṛcchā |
| ------------- | ---------------------- | ------------------- |
| Sarvāstivāda  | Rouge sombre           | Noir                |
| Dharmaguptaka | Noir                   | Rouge sombre        |
| Mahasamghika  | Jaune                  | Jaune               |
| Mahīśāsaka    | Bleu                   | Bleu                |
| Kaśyapīya     | Magnolia               | Magnolia            |

Dans les régions theravada où les moines continuent de porter le kāṣāya traditionnel, le jaune dit « safran », l’orange ou le rouge (Myanmar) ont remplacé l’ocre. Les nonnes, qui ne sont pas des moniales ordonnées, portent des robes amples à manches de couleur variable selon le pays (blanc, rose, orange, safran).
En Extrême-Orient et dans l'Himalaya, le kāṣāya s’est transformé en forme et en couleur. Dans les traditions du bouddhisme tibétain, qui suivent le Vinaya du Mūlasarvāstivāda, on considère que les robes rouges sont caractéristiques des Mūlasarvāstivādins. Le  consiste en un châle qui se drape autour du torse sur un gilet, laissant le bras droit nu. Le bas du corps est recouvert d’une jupe rouge. Les bottes traditionnelles sont maintenant remplacées par des chaussures fermées. Des détails du vêtement — nuances de couleurs, liserés — peuvent signaler les différences de secte ou de hiérarchie. Selon Dudjom Jigdral Yeshe Dorje, les robes des moines Mahāsāṃghika de pleine ordination devaient être constituées de sept bandes; ce nombre pouvait toutefois être plus grand, mais sans dépasser vingt-trois bandes. Les symboles cousus sur les robes étaient le nœud sans fin (sanscrit: śrīvatsa) et la conque (Scrt. śaṅkha), deux des aṣhṭamaṅgala, symboles auspicieux dans le bouddhisme.
En Chine, en Corée et au Japon, moines et nonnes ont fini par adopter une robe ample à manches de type hanfu ou kimono, portée en général sur un pantalon accompagné de chaussettes ou de jambières. Le kāṣāya d’origine a pris la forme d’un manteau dégageant le bras droit, porté en certaines occasions par-dessus l’habit.

## Le jiāshā dans le bouddhisme chinois
Dans le bouddhisme chinois, le mot kāṣāya est prononcé jiāshā (Ch. 袈裟). Au tout début du bouddhisme chinois, la couleur la plus commune était le rouge. Plus tard, la couleur des robes en vint, là aussi, à distinguer les moines, tout comme en Inde. Cependant, ces couleurs souvent bien plus à une région d'origine qu'à une école spécifique, par exemple, noir foncé dans la région du Jiangnan, brun dans la région de Kaifeng, etc.,. Une fois le bouddhisme chinois arrivé à maturité, il n'est plus resté en usage que le lignage d'ordination Dharmaguptaka, et la couleur des robes ne servit dès lors plus à identifier les écoles, tout comme cela avait été le cas en Inde.
Sous la dynastie Tang, les moines bouddhistes chinois portaient normalement des robes d'un noir grisâtre, et on les appelait même parfois ziyi (緇衣), « les robes noires ». Cependant, sous la dynastie Song, le moine Zanning (919–1001 EC) relève dans un de ses ouvrages que, sous les Han à l'ère Wei, les moines chinois portaient ordinairement des robes rouges.

## Le kesa dans le bouddhisme japonais

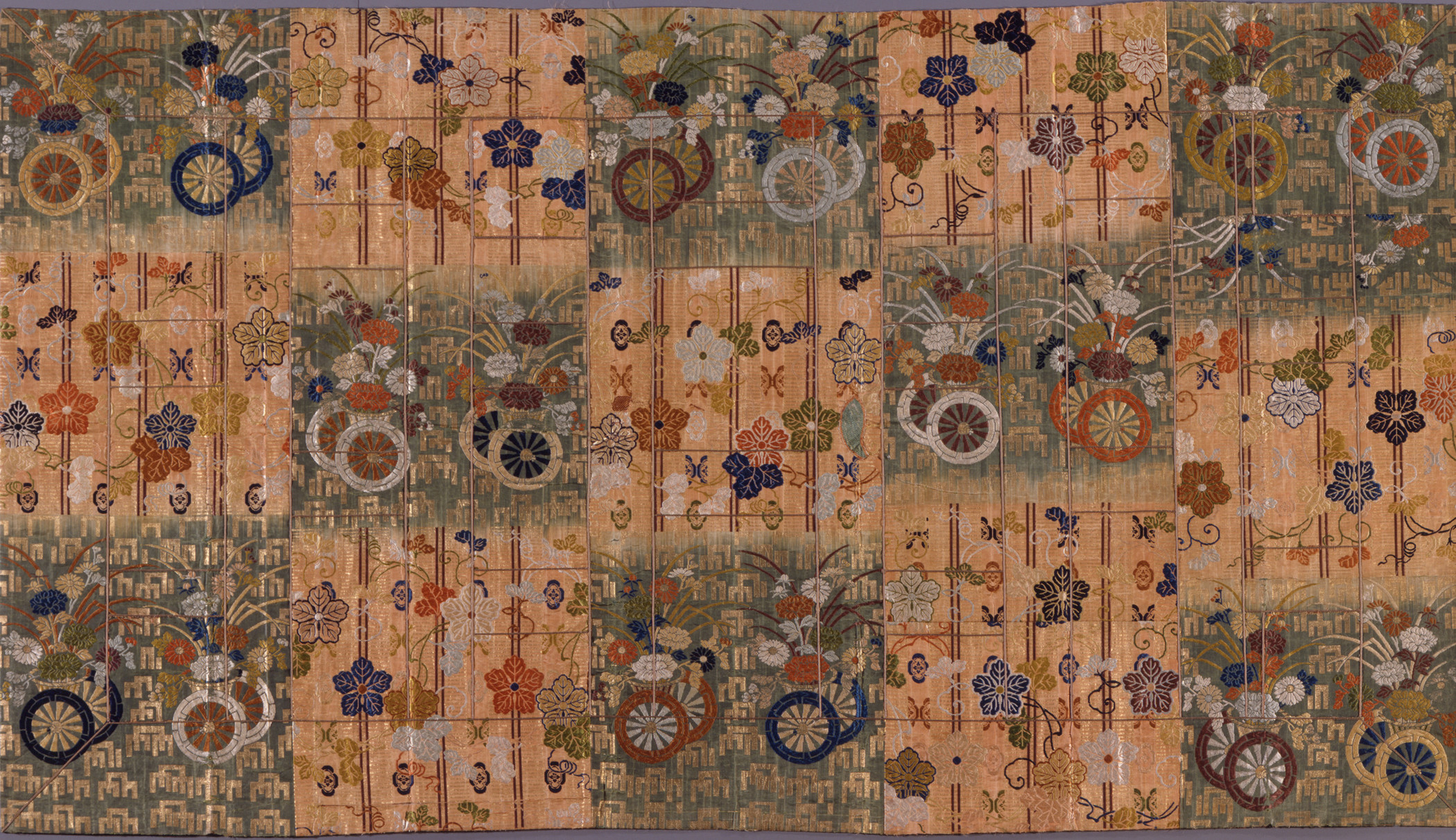
Kesa de cérémonie d'un prêtre bouddhiste japonais (115,5 cm x 205,5 cm). Fil de soie et bandes de feuilles métalliques (lamelles) brochés sur fond de sergé de soie; réalisé entre 1775 et 1825. LACMA textile collections.

Dans le bouddhisme japonais, le kāṣāya est appelé kesa (袈裟). La couleur, déterminée par le recours à des pigments bon marché, est devenue principalement noire ou grise, parfois brune ou bleu sombre. Le jaune, l'orange ou le rouge sont beaucoup plus rares et le plus souvent réservés aux cérémonies. Les moines de base étaient ainsi connus comme kuro-e (黒衣), « habit noir ». La couleur devint aussi quelquefois une marque distinguant l’ancienneté, le niveau hiérarchique ou l'école. L’habit pourpre zǐjīashā ou shi-e (紫袈裟, 紫衣）était, en Chine ou au Japon, une distinction offerte par l'empereur. Aux ères Edo et Meiji, les kesas étaient même parfois cousus de pièces tirées des costumes du théâtre Nô.

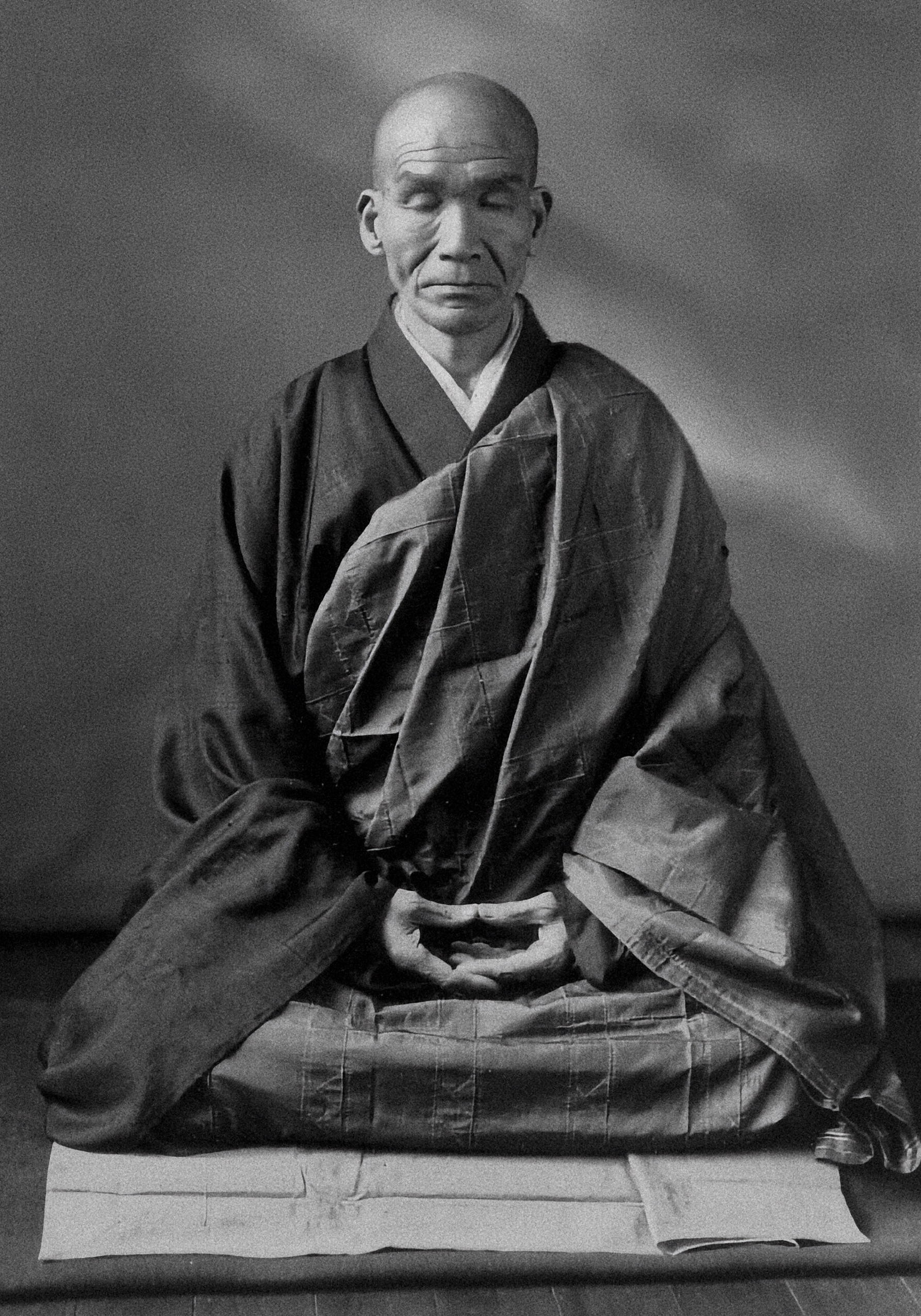
Le maître zen Kodo Sawaki en zazen. Il porte le kesa par-dessus le kolomo.

Dans l'école zen sōtō, on trouve trois principaux types de kesa, constitués respectivement de cinq, sept et neuf bandes verticales, qui correspondent respectivement à l'antarvasa (japonais: gojō-e), à l'uttarasanga (shichijō-e) et au samghati (kujō-e). Certains kesas de cérémonie comptent cependant jusqu'à vingt-cinq bandes. Le kesa se porte par-dessus l'ample vêtement monastique appelé kolomo. Moines et nonnes marquent leur respect envers le kesa en le plaçant sur leur tête avant de le revêtir, tout en récitant le Takkesa Ge — le soutra du kesa:
« Ô vêtement de la Grande Libération
Kesa du champ du bonheur illimité
Je reçois avec foi l’enseignement du Bouddha
Pour aider largement tous les êtres sensibles »

### Valeur symbolique
Le kesa a aussi une grande importance symbolique. C'est le vêtement de la transmission, remis par le maître au nouveau moine ou à la nouvelle nonne lors de l'ordination, symbolisant le lien spirituel qui unit, depuis le Bouddha Shakyamuni, le maître et son disciple. Dans l'école zen Sōtō, il est considéré comme un véritable objet de foi. Sa couture est en elle-même une pratique au même titre que la méditation assise. Dôgen a consacré un chapitre du Shôbôgenzô au kesa. Intitulé « Kesa Kudoku », ce texte rappelle que tous les bouddhas et les patriarches ont porté le kesa, qui symbolise le Dharma.